# فرد غراي
فرد غراي (بالإنجليزية: Fred Gray)‏ هو ملحن أمريكي، ولد في 1957.

## وصلات خارجية
- فرد غراي على موقع IMDb (الإنجليزية)
- فرد غراي على موقع ميوزك برينز (الإنجليزية)
- فرد غراي على موقع ديسكوغز (الإنجليزية)